# Daniel Barringer
Daniel Moreau Barringer Jr. (25. května 1860 – 30. listopadu 1929) byl americký báňský inženýr, geolog a obchodník. Je znám zejména proto, že jako první prokázal existenci meteoritického kráteru na Zemi.
Arizonský kráter Meteor Crater se na jeho počest nazývá Barringerův kráter, jméno ale používá především vědecká komunita. Jeho jméno nese i malý kráter na odvrácené straně Měsíce.

## Život
Daniel Barringer byl synem kongresmana D. M. Barringera a synovcem generála Rufuse Barringera. V roce 1879 absolvoval Princetonskou univerzitu a v roce 1882 vystudoval právo na Pensylvánské univerzitě. Později studoval geologii a mineralogii na Harvardově univerzitě a University of Virginia.
V roce 1892 koupil Barringer spolu se svým přítelem Richardem A. F. Penrosem mladším a dalšími zlatý a stříbrný důl v Cochise v Arizoně. Později otevřel Barringer také stříbrný důl Commonwealth Silver Mine v Pearce v Arizoně. Těžba drahých kovů z něj, stejně jako z pozdějšího prezidenta Geological Society of America R. A. F. Penrosea mladšího, učinila zámožného muže.